# Сеп Пионтек
Йозеф Емануел Хубертус Пионтек (на немски: Josef Emanuel Hubertus Piontek), по-известен като Сеп Пионтек, е бивш немски футболист и треньор.

## Кариера

### Кариера като футболист
Пионтек прекарва цялата си кариера във Вердер Бремен. От 1960 до 1972 година е бил основен защитник на „Бременските музиканти“, за чийто отбор записва близо 300 мача. За националния отбор записва 6 мача.

### Кариера като треньор
През 1971 г. става играещ треньор на отбора си, а остава на поста и след като прекратява активната си кариера. През сезон 1975/76 води Фортуна Дюселдорф, а от 1976 до 1978 г. – националния отбор на Хаити. През 1978 г. се завръща в Германия и за кратко застава начело на Санкт Паули. След това поема националния отбор на Дания, начело на който постига най-големите успехи в треньорската си кариера. Докато е треньор на отбора, успява да го класира на голям футболен форум за пръв път след 1964 г. На Европейското първенство през 1984 г. класира тима си на полуфинал, а на Световното в Мексико през 1986 г. достига до 1/8-финалите. Именно по това време датският национален отбор придобива прякора „Червения динамит“. Успява да се класира и на Евро 88, но пропуска Световното през 1990 г., което става причина да напусне Дания. След това за три години е старши треньор на Турция, но не успява да го класира на световно или европейско първенство. През 1993 г. за кратко води Бурсаспор. Между 1995 и 1999 г. се завръща в Дания, където ръководи Олбор и Силкебор. След това за две години работи с националния отбор на Гренландия, където през 2004 г. прекратява треньорската си кариера.

## Успехи

### Като футболист
Вердер Бремен
- Шампион на Германия (1): 1964/65
- Купа на Германия (1): 1961

### Като треньор
Дания
- Европейско първенство (1/2–финал) (1): 1984
- Световно пъвенство (1/8–финал) (1): 1986